# Évaux-les-Bains
Évaux-les-Bains är en kommun i departementet Creuse i regionen Nouvelle-Aquitaine i de centrala delarna av Frankrike. Kommunen ligger i kantonen Évaux-les-Bains som tillhör arrondissementet Aubusson. År 2022 hade Évaux-les-Bains 1 285 invånare.

## Befolkningsutveckling
Antalet invånare i kommunen Évaux-les-Bains
Referens:INSEE